# Article 2 de la Constitution tunisienne de 2014
 (décembre 2014).
L'article 2 de la Constitution tunisienne de 2014 est l'un des 146 articles de la Constitution tunisienne, mais aussi l'un des vingt articles du chapitre portant sur les dispositions générales. 

## Texte
« La Tunisie est un État à caractère civil, basé sur la citoyenneté, la volonté du peuple et la primauté du droit.

Il n'est pas permis d'amender cet article. »

## Historique
Plusieurs propositions d'amendements sont proposés pour cet article : 
- un amendement relatif à l'ajout d'un second paragraphe — « Il n’est pas possible d’amender cet article » — recueille une majorité de 169 votes pour, neuf contre et neuf abstentions[2] ;
- un amendement relatif à l'ajout d'un élément — « et la primauté de la Constitution et la suprématie du droit » — ne recueille que 68 votes pour, 111 votes contre et onze abstentions[3] ;
- un amendement relatif au remplacement de « primauté du droit » par « primauté de la Constitution » — ne recueille que 75 votes pour, 86 votes contre et 21 abstentions[4].

Cet article est ainsi amendé est adopté le 4 janvier 2014, recueillant 162 votes pour, treize contre et onze abstentions, alors que 78 constituants sont absents lors du vote.